# Logania apsines
Logania apsines är en fjärilsart som beskrevs av Hans Fruhstorfer 1915. Logania apsines ingår i släktet Logania och familjen juvelvingar. Inga underarter finns listade i Catalogue of Life.